# Wicko Małe
Koordinaten: 53° 53′ 37″ N, 14° 25′ 51″ O
Das Wicko Małe (deutsch „Kleiner Vietziger See“) ist eine Bucht des Wicko Wielkie (Großen Vietziger Sees) und somit des Stettiner Haffs. Er ist circa 100 Hektar groß und im Süden über eine weniger als 200 Meter breite Enge mit dem Wicko Wielkie verbunden. Der Wicko Małe ist ungefähr 2,3 Kilometer lang und 500 Meter breit. Im Osten ist er durch die Insel Wolin (Wollin) und im Westen durch die Halbinsel Przytór (Pritter) begrenzt. Nach Norden schließt sich eine feuchte Niederung (deutsch Liebeseele) an, die sich bis nach Międzyzdroje (Misdroy) erstreckt und als in vorgeschichtlicher Zeit verlandete Verbindung zur Ostsee angesehen wird.
Am Ostufer des Wicko Małe liegen die Orte Wicko (Vietzig) und Zalesie (Laatziger Ablage).